# Hans von Baysen

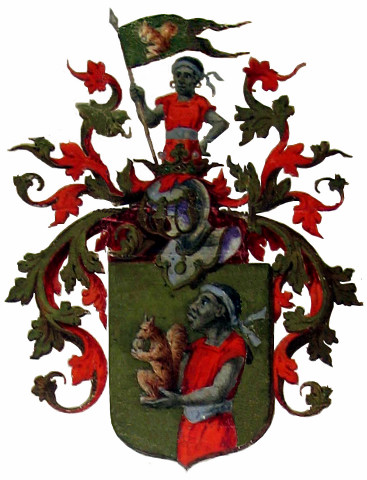
Wappen von Baysen (Bażeński)

Johann von Baysen (poln. Jan Bażyński, * etwa 1390; † 9. November 1459 in Marienburg) war ein im Gebiet von Osterode begüterter preußischer Ritter und Staatsmann, der den Preußischen Bund in den Dreizehnjährigen Krieg (1454–1466) gegen den Deutschen Orden führte, dem er zuvor selber lange Jahre gedient hatte. Der Krieg wurde mit dem Zweiten Frieden von Thorn 1466 beendet. Er starb als Gubernator (Gouverneur) von Königlich-Preußen im Jahre 1459 auf der Marienburg. Sein Nachfolger war Stibor von Baysen.

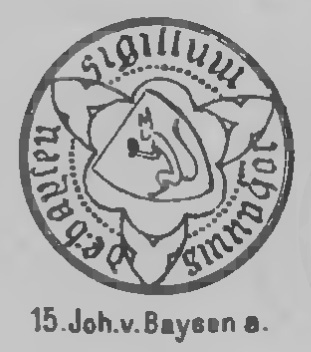
Siegel Johanns von Baysen

## Lebenslauf
Die Baysen waren ein Zweig der im 13. Jahrhundert aus Lübeck oder Umgebung eingewanderten Familie Flemming. Sie nannten sich nach ihrem im Ermland bei Wormditt gelegenen Stammgut Bażyny. Das Gut bestand noch 1945, war aber in den Besitz einer anderen Familie übergegangen.
Johann(es) oder Hans von Baysen hatte bereits unter den Hochmeistern Heinrich von Plauen und Michael Küchmeister von Sternberg im hochmeisterlichen Hofdienste gestanden. Heinrich von Plauen hatte ihn als Botschafter zum König von England gesandt. Unter Michael Küchmeister hatte er sich aus eigenem Antrieb an den Hof des portugiesischen Königs begeben und sich 1419 bis 1422 an den Kämpfen der Portugiesen gegen die Mauren in Ceuta beteiligt. Das war in zwei Bildern verewigt, die noch 1945 im Gutshaus von Basien hingen.
Nach seiner Rückkehr wurde er unter die Räte des Hochmeisters aufgenommen. Trotz dieser Stellung stand er den Handlungen der Ordensregierung skeptisch gegenüber, ohne jedoch ganz und gar in das Lager der Unzufriedenen überzugehen. Die Verwaltung des Hochmeisters Paul von Rusdorf wies nach Ansicht Vieler selbst berechtigte Forderungen der Untertanen zurück und übte bald harten Druck aus, bald wieder wich sie in Unsicherheit zurück. Hinzu kamen Kritiken bezüglich einer Abkehr des Ordens von Prinzipien und innere Streitigkeiten. Grober Missbrauch der Amtsgewalt von Seiten der Großgebietiger sowie Komture und die Eingriffe des Ordens in das gewerbliche Leben trieben die Stände Preußens zu energischen Schritten der Abwehr und Verteidigung. Aufgrund dieser Verhältnisse erklärte Baysen sich am Schluss der Vorverhandlungen bereit, sich der Einigung der Stände anzuschließen, doch wollte er aus dem Rat des Hochmeisters nicht eher ausscheiden, bis dieser die Rechte und Privilegien von Land und Städten antastete.
Demgemäß hat er zwar den am 14. März 1440 zu Marienwerder aufsetzten Bundesbrief des Landes und der Städte Preußens, in dem der gegenseitige Schutz vor jeder Gewalt durch die Herrschaft vereinbart wurde, mitbesiegelt, aber dennoch lange Jahre hindurch mit Geschick und Erfolg die Rolle des Vermittlers eingehalten. Das Ansehen und Vertrauen, das er auf beiden Seiten genoss, ermöglichte ihm die Behauptung dieser schwierigen Stellung. Bald riet er aus freien Stücken hier oder dort zur Mäßigung, hielt den Orden sowie die eigenen Bundesgenossen von übereilten Schritten zurück, bald ließ er sich von der einen oder anderen Partei zu mäßigender Einwirkung auf die Gegner gebrauchen.
Möglich war dies nur unter einem Regenten wie Pauls Nachfolger Konrad von Erlichshausen, der die Ordnung im Orden wiederherstellen wollte. Jeder begründeten Klage des Landes sollte abgeholfen werden. Selbst unter dessen Nachfolger Ludwig von Erlichshausen, der den Bund der Untertanen notfalls mit Gewalt sprengen wollte, wusste sich Hans von Baysen noch einige Jahre das Vertrauen des Ordens zu wahren.
Die Erbitterung auf Seiten des Bundes wuchs aber immer mehr und im Orden zog sich der Mittelsmann den Hass der Heißsporne zu: der „giftige, lahme Drache“ und „Basilisk“, der „Verräter“ – so und ähnlich lauteten die Ausdrücke, mit welchen man ihn bezeichnete. Durch Kränklichkeit und eine Reise außer Landes nach Schlesien konnte er seine Tätigkeiten nicht mehr wie bisher ausführen.
Von der Reise zurückgekehrt, fand er alles wesentlich verändert und die Situation aufs äußerste verschärft. Friedrich III. hatte den Bund bestätigt; sie hatten diesem eine straffere Form gegeben, die ihn mehr zum aktiven Vorgehen befähigte; sie hatten sogar bereits mit Polen und mit König Kasimir IV. Verbindungen angeknüpft und dort Entgegenkommen gefunden.
Baysen nahm angesichts des drohenden Kampfes eine feste, entschiedene Stellung auf der Seite des Landes gegen die Ordensregierung ein. Er trat in das neugeschaffene leitende Organ, den engeren Rat des Bundes ein.
Zu einer weiteren Zuspitzung kam es, als Kaiser Friedrich III. entgegen seiner ersten Erklärung jetzt den von der Androhung der Acht begleiteten Befehl zur Auflösung des Bundes gab. Der Hochmeister wollte dem kaiserlichen Spruch mit allen Mitteln Geltung verschaffen.
Nachdem man der polnischen Hilfe versichert war, ging am 4. Februar 1454 von Thorn aus der Absagebrief des Bundes an Hochmeister und Orden. Eine Bundesgesandtschaft, an deren Spitze Hans von Baysen und sein Bruder Gabriel von Baysen standen, brachte dann den definitiven Abschluss mit König Kasimir IV. zustande: am 22. Februar erklärte der König dem Orden den Krieg, am 6. März übernahm er die Herrschaft über das Ordensland und am 9. März ernannte er Hans von Baysen zum Gubernator der Lande Preußen.
An dem Kämpfen selbst hat Baysen keinen unmittelbaren Anteil, seine Tätigkeit bestand hauptsächlich darin, die Kriegsrüstung zu betreiben und zu fördern sowie dem königlichen Heer immer neue Verstärkungen zuzuführen. Sein Sitz war zuerst Elbing, dann auf der Marienburg. Er starb dort am 9. November 1459. Sein Bruder Stibor von Baysen wurde sein Nachfolger als Gubernator.
Nach dem Tode Stibors von Baysen 1480 wurde Nikolaus von Baysen auserwählt, der jedoch nur als Hauptmann des Landes ein geringeres Amt von König Kasimir anerkannt erhielt. Nikolaus von Baysen lehnte den Eid an den König und somit das Amt ab, und nach mehrmaligen Versuchen des Königs, polnische Leute einzusetzen, erlosch das Amt 1510.

## Erinnerungen
Noch heute ist einer der ältesten in Preußen gewachsenen Bäume, die Baysen-Eiche in Cadinen, nach 1945 Kadyny, Polen, nach ihm benannt. Das Allgemeinbildende Liceum Nr. 1 in Ostróda trägt seit September 2002 den Beinamen „Jana Bażyńskiego“.